# Ozonoliză
Ozonoliza este o reacție organică în care legăturile nesaturate din compuși precum alchene, alchine sau azoderivați sunt scindate cu ajutorul ozonului. Alchenele și alchinele formează compuși organici în care legăturile multiple (duble, triple) carbon-carbon sunt înlocuite cu o grupă carbonil, în timp ce azoderivații formează nitrozamine. Natura produșilor de reacție depinde de tipul legăturilor multiple care au fost oxidate și de condițiile de lucru.

## Alchene
Alchenele pot fi oxidate cu ozon la alcooli, aldehide, cetone sau acizi carboxilici. O metodă tipică presupune introducerea ozonului sub formă de bule într-o soluție de alchenă în metanol la −78 °C, până în momentul în care soluția devine albastră, culoare datorată ozonului nereacționat (ceea ce indică faptul că alchena a reacționat total). Dacă ozonoliza se realizează cu ajutorul unei soluții de iodură de potasiu, ozonul în exces va oxida anionul iodură la iod elemental, astfel că punctul final se poate observa mai ușor prin apariția unei colorații violete.
După ce reacția de adiție este completă, se adaugă reactivul necesar pentru convertirea intermediarului de reacție în derivatul carbonilic corespunzător. Se utilizează de obicei condiții de lucru de reducere. Astfel, prin utilizarea trifenifosfinei, tioureei, prafului de zinc sau dimetilsulfurii se obțin aldehide sau cetone, iar prin utilizarea borohidrurii de sodiu se obțin alcooli. Alternativ, se obține acizi carboxilici dacă se utilizează peroxid de hidrogen. Mai recent, s-a raportat faptul că aldehidele se produc direct dacă se folosesc oxizi de amine (N-oxizi).

O schemă generală a ozonolizei alchenelor